# Miquel Socias Caimari
Miquel Socias Caimari (Sa Pobla vers 1841-1904). Fou un advocat, polític i empresari mallorquí.

## Biografia
Va néixer dins la família de Ca'n Socias.
De jove s'afilià a la Unió Liberal. Fou un promotor fiscal del districte de Sa Llonja a Palma, dirigí una ampliació de capital de la Companyia dels ferrocarrils de Mallorca per tal que arribàs el tren a Sa Pobla el 1878. Aquell mateix any, viatjà a l'Exposició Universal de París, on fou condecorat amb la Medalla d'Or, després d'haver duit unes mostres de mongetes pobleres. Fou elegit diputat pel districte de Palma pel Partit Liberal Fusionista a les eleccions generals espanyoles de 1886.

## Distincions
- Membre de la Junta Revolucionària de 1868.
- Fou nomenat tinent de batlle a Palma.
- Sotsgovernador de Menorca.
- Diputat de les Corts Espanyoles entre el 1886-1890.[1]
- Governador Civil de les Filipines.
- Governador de diverses províncies espanyoles.
- Vicepresident de la Diputació Provincial.[2]
- Fill Il·lustre de Sa Pobla.

El 26 d'octubre de 2008 rebré a la Plaça Major de Sa Pobla, un acte d'homenatge i de reconeixement.